# 230年代
| 千纪： | 1千纪                                                                                  |
| 世纪： | 2世纪 \| 3世纪 \| 4世纪                                                                |
| 年代： | 200年代 \| 210年代 \| 220年代 \| 230年代 \| 240年代 \| 250年代 \| 260年代              |
| 年份： | 230年 \| 231年 \| 232年 \| 233年 \| 234年 \| 235年 \| 236年 \| 237年 \| 238年 \| 239年 |

## 大事记
- 孫權遣將軍衛溫登夷洲
- 诸葛亮去世，蜀汉北伐结束
- 司马懿灭公孙渊，完全统一北方

## 逝世
- 張郃（231年去世）
- 曹植（232年去世）
- 汉献帝（234年去世）
- 诸葛亮（234年去世）
- 公孙渊（238年去世）
- 曹叡（239年去世）